# Octonoba paralongshanensis
Octonoba paralongshanensis es una especie de araña araneomorfa del género Octonoba, familia Uloboridae. Fue descrita científicamente por Dong, Zhu & Yoshida en 2005.
Habita en China.